# Paradise (Meduza)
Paradise è un singolo del gruppo musicale italiano Meduza, pubblicato il 30 ottobre 2020 come quarto estratto dal primo EP Introducing Meduza.
Il brano vede la partecipazione del cantautore irlandese Dermot Kennedy.

## Promozione
Paradise è stato eseguito per la prima volta in televisione statunitense all'Ellen DeGeneres Show il 22 marzo 2021.

## Video musicale
Il video musicale, le cui riprese sono state effettuate nel borgo abbandonato di Craco, provincia di Matera, è stato reso disponibile il 30 ottobre 2020 in concomitanza con l'uscita del brano.

## Tracce
Testi e musiche di Luca de Gregorio, Mattia Vitale, Simone Giani, Conor Manning, Dan Caplen, Dermot Kennedy, Gez O'Connell, Joshua Grimmet e Wayne Hector.
Download digitale
1. Paradise (feat. Dermot Kennedy) – 2:48

Download digitale – Remixes
1. Paradise (feat. Dermot Kennedy) – 2:48
2. Paradise (feat. Dermot Kennedy) (Cassian Remix) – 4:12
3. Paradise (feat. Dermot Kennedy) (Loco Dice Remix) – 2:59

Download digitale – Acoustic
1. Paradise (feat. Dermot Kennedy) (Acoustic) – 3:05

Download digitale – Vintage Culture Remix
1. Paradise (feat. Dermot Kennedy) (Vintage Culture Remix) – 3:36

Download digitale – Keees Remix
1. Paradise (feat. Dermot Kennedy) (Keees Remix) – 3:06

Download digitale – Topic Remix
1. Paradise (feat. Dermot Kennedy) (Topic Remix) – 2:53

Download digitale – Piano Version
1. Paradise (feat. Dermot Kennedy) (Piano Version) – 2:38

## Formazione
Gruppo
- Luca de Gregorio – tastiera aggiuntiva, batteria, programmazione
- Mattia Vitale – tastiera aggiuntiva, batteria, programmazione
- Simone Giani – tastiera aggiuntiva, batteria, programmazione

Altri musicisti
- Dermot Kennedy – voce

Produzione
- Luca de Gregorio – produzione, mastering, missaggio
- Mattia Vitale – produzione
- Simone Giani – produzione
- Koz – ingegneria del suono

## Classifiche

### Classifiche settimanali
| Classifica (2020-21) | Posizione massima |
| -------------------- | ----------------- |
| Australia            | 19                |
| Austria              | 15                |
| Belgio (Fiandre)     | 8                 |
| Belgio (Vallonia)    | 13                |
| Bielorussia          | 108               |
| Bulgaria             | 6                 |
| Canada               | 50                |
| Croazia              | 5                 |
| Danimarca            | 17                |
| Francia              | 176               |
| Germania             | 14                |
| Grecia               | 20                |
| Irlanda              | 1                 |
| Islanda              | 30                |
| Italia               | 19                |
| Lituania             | 6                 |
| Paesi Bassi          | 9                 |
| Polonia              | 3                 |
| Portogallo           | 21                |
| Regno Unito          | 5                 |
| Repubblica Ceca      | 8                 |
| Romania              | 7                 |
| Russia               | 5                 |
| Slovacchia           | 3                 |
| Slovenia             | 2                 |
| Svezia               | 61                |
| Svizzera             | 14                |
| Ucraina              | 21                |
| Ungheria             | 4                 |

### Classifiche di fine anno
| Classifica (2020) | Posizione |
| ----------------- | --------- |
| Ungheria          | 89        |
| Classifica (2021) | Posizione |
| Australia         | 48        |
| Austria           | 50        |
| Belgio (Fiandre)  | 17        |
| Belgio (Vallonia) | 43        |
| Canada            | 96        |
| Croazia           | 7         |
| Danimarca         | 44        |
| Germania          | 35        |
| Irlanda           | 14        |
| Italia            | 93        |
| Paesi Bassi       | 49        |
| Polonia           | 42        |
| Portogallo        | 51        |
| Regno Unito       | 36        |
| Russia            | 32        |
| Svizzera          | 38        |
| Ungheria          | 22        |